# Schwielen-Torpedowels
Der Schwielen-Torpedowels (Dianema longibarbis) ist ein in ostperuanischen Gewässern beheimateter Wels, der eine Länge von bis zu 9 cm erreicht. Der bräunliche oder fleischfarbene, langgestreckte Schwielen-Torpedowels ist ein friedfertiger Schwarmfisch, der sich gut zur Haltung in Aquarien eignet, hierbei allerdings sowohl Versteckmöglichkeiten und eine dichte Hintergrundbepflanzung benötigt als auch freien Schwimmraum, so dass das Aquarium eine Länge von 80 cm nicht unterschreiten sollte.
Als Darmatmer bedarf der Fisch eines freien Zugangs zur Wasseroberfläche. An dieser bauen die Männchen der Spezies auch ein Schaumnest, in welches die Weibchen die befruchteten Eier ablegen. Bei der Paarung balzen mehrere Männchen um ein Weibchen.